# Fritzing
Fritzing — свободное кроссплатформенное программное обеспечение, упрощённый САПР с WYSIWYG-интерфейсом для хоббийных проектов экосистемы Arduino. ПО разработано в Университете прикладных наук Потсдама. Скачивание бинарных сборок под Windows, Mac и Linux AppImage с официального сайта доступно только на платной основе.

## Обзор

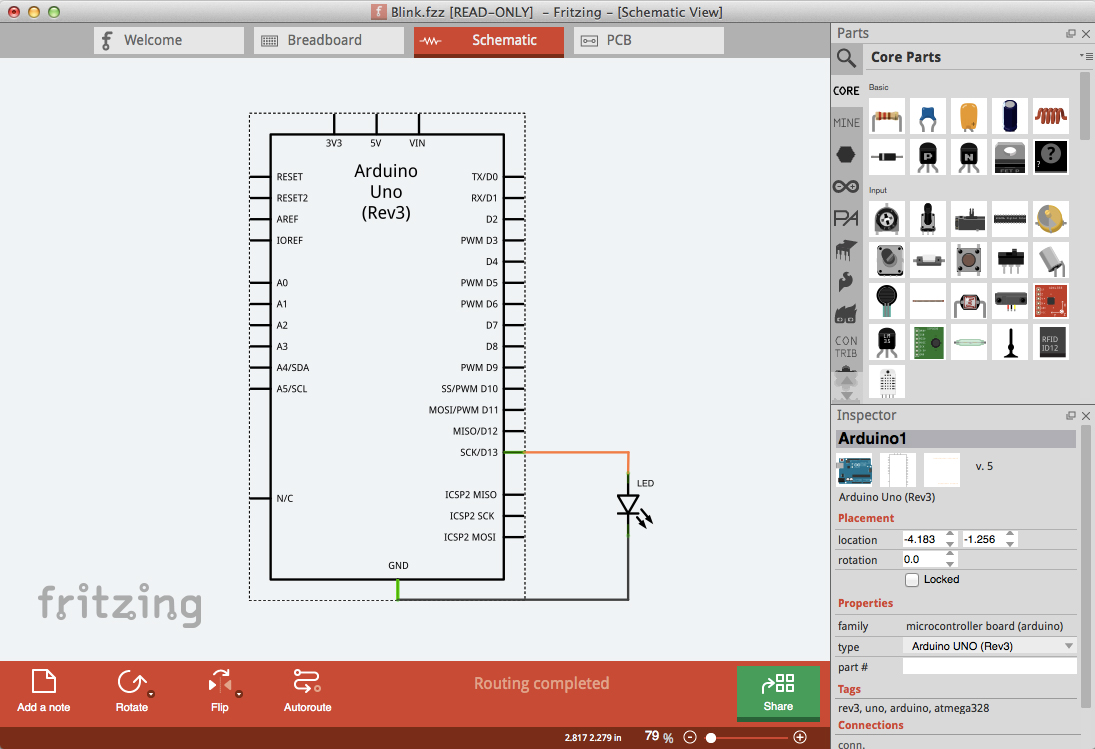
Общий вид Fritzing

На развитие Fritzing повлияли язык программирования Processing и система Arduino. При помощи программы можно преобразовать прототип на основе Arduino в топологию печатной платы для серийного изготовления. Соответствующий веб-сайт помогает пользователям делиться и обсуждать проекты и опыт, а также снижать производственные затраты.
Приложение упрощает отладку схем при помощи макетных плат.
Fritzing можно рассматривать как инструмент автоматизации проектирования электроники (EDA) для неинженеров: метафора ввода вдохновлена средой дизайнеров (прототип на основе макетных плат), а вывод ориентирован на доступные средства производства. По состоянию на 2 декабря 2014 года Fritzing сделал опцию просмотра кода скетчей, где можно изменить код и загрузить его непосредственно на устройство Arduino.
|  |  |